# سبنسر ليغ
سبنسر ليغ (بالإنجليزية: Spencer Leigh)‏ هو ممثل بريطاني، ولد في 1963 بليفربول في المملكة المتحدة.

## وصلات خارجية
- سبنسر ليغ على موقع IMDb (الإنجليزية)
- سبنسر ليغ على موقع ألو سيني (الفرنسية)
- سبنسر ليغ على موقع أول موفي (الإنجليزية)
- سبنسر ليغ على موقع قاعدة بيانات الأفلام السويدية (السويدية)
- سبنسر ليغ على موقع قاعدة بيانات الفيلم (الإنجليزية)
- سبنسر ليغ على موقع كينوبويسك (الروسية)